# دوري ساموا الأمريكية لكرة القدم 2008
دوري ساموا الأمريكية لكرة القدم 2008 هو موسم من دوري ساموا الأمريكية لكرة القدم. فاز فيه Pago Youth FC ‏.